# ضربة الأخت القاضية
ضربة الاخت القاضية (بالإنجليزية: Sister's Slam Dunk؛ بالكورية: 언니들의 슬램덩크 ؛ RR: Eonnideurui Seullaemdeongkeu) هو برنامج واقعي كوري جنوبي يتم بثه كل يوم جمعة على قناة كي بي إس 2 من 8 أبريل إلى 2 ديسمبر 2016. الموسم الأول من العرض يضم طاقمًا من الإناث يتكون من را مي ران ، كيم سوك ، هونغ جين كيونغ ، مين هيو رين، جيسي وتيفاني
الخلفية
يتبع البرنامج تنصيف «برنامج واقعي متنوع» حيث لا يتم كتابة المحتوى في الغالب.  بالإضافة إلى ذلك، لا توجد أجزاء توقيع داخل البرنامج، حيث يركز على إكمال هدف رئيسي واحد على مدار عدة حلقات، قامت كل حلقة أيضًا بتوثيق أنشطتها معًا والعلاقة بين الأعضاء، في الموسم الأول، كان الموضوع الرئيسي للعرض هو تحقيق أحلام كل عضو، ركزت كل حلقة على إنجاز العديد من المهام التي من شأنها أن تؤدي إلى تحقيق هذه الأحلام.  يتم تحقيق أحلام الأعضاء بالترتيب الزمني.
1. كيم سوك - الحصول على رخصة قيادة حافلة.  تدور حلقات هذا الحلم حول الأعضاء، وخاصة كيم سوك وجيسي، وممارسة طريقة قيادة الحافلة بالمهمة النهائية هي المشاركة في امتحان تأهيل للحصول على الترخيص.
2. مين هيو رين - الظهور لأول مرة في فرقة فتيات، تدور حلقات هذا الحلم حول الأعضاء الذين يمارسون تقنيات الغناء والرقص لأول مرة كمغنين أيدول، قام الأعضاء بإنشاء فرقة فتيات، تسمى "Unnies" (أونيز)، وتم إنتاج أغنية للأعضاء من قبل بارك جين يونغ من جاي واي بي إنترتينمنت، وتتمثل المهمة النهائية الأداء في ميوزيك بانك
3. جيسي - «إكمال ثلاث مهمات من الماضي والحاضر والمستقبل من والد جيسي».  تدور حلقات هذا الحلم حول الأعضاء الذين يستوعبون امنية والدي جيسي مع المهمة النهائية هي إنشاء حفل زفاف مزيف لـ جيسي
4. هونغ جين كيونغ - «إنتاج عرض هونغ جينكيونغ».  تدور حلقات هذا الحلم حول الأعضاء الذين يصورون الفيلم القصير يدعى Was Will مع المهمة النهائية هي إرسال الفيلم القصير إلى مهرجان الافلام.
5. را مي ران - «بناء / إعادة تصميم منزل، والتقاط الصور، والتخييم، وإنتاج كارول عيد الميلاد».  تدور حلقات هذا الحلم حول الأعضاء الذين يخططون ويعملون على بناء مطعم بعد العثور على مبنى مهجور.  بالإضافة إلى ذلك، على غرار حلم را مي ران، يمارس الأعضاء تقنيات الغناء الخاصة بهم استعدادًا لتسجيل كارول.
في الموسم الثاني، يظل التنصيف «برنامج واقعي متنوع» بدون مقطع مكتوب ويتبع أنشطة الأعضاء عبر فترة زمنية معينة. ومع ذلك، ركز موضوع العرض على استمرار مشروع فرقة الفتيات "Unnies".  يروي محتوى كل حلقة تقدم الأعضاء نحو إصدار الأغاني والتدريب على أدائهم المسرحي.  على غرار الموسم الأول، قامت كل حلقة بتوثيق أنشطتها لبضعة أيام وترابطها كأعضاء في الفرقة.
الجدل
في 14 أغسطس 2016، (قبل يوم التحرير الكوري)، نشرت تيفاني صورًا على إنستغرام، وبعد ذلك بيوم، على سناب شات التي تضم العلم الياباني الحالي وتصميم الشمس المشرقة التي كانت جزءًا من مرشح سناب شات الجغرافي على التوالي بينما  أداء في طوكيو كجزء من حفل (إس إم تاون Town Live World Tour). على الرغم من أنها قامت بإزالت منشورها على السناب شات في غضون دقائق بعد النشر، إلا أنها واجهت انتقادات كبيرة، وحذفت صورة الأنستغرام قريبًا أيضًا.  تلقى البرنامج سيلًا من الشكاوى التي تطالب بإزالة تيفاني من فريق التمثيل، في 18 أغسطس 2016، أعلن البرنامج أنه بعد مناقشة الوضع مع إس إم إنترتينمنت، تم التوصل إلى قرار انسحاب تيفاني من البرنامج.  جاء في البيان الرسمي: «نتيجة للمناقشة، لدينا القرار النهائي لتيفاني بمغادرة البرنامج، مع مراعاة ما نتفق عليه من تأثير للجدل على مشاعر البلاد». في ديسمبر 2016، اجتمع تيفاني مع أعضاء فريق الممثلين الآخرين في حفل توزيع جوائز KBS الخامس عشر (KBS Entertainment Awards)، حيث افتتحوا الحفل من خلال أداء أغنية "Shut up".

## وصلات خارجية
- ضربة الأخت القاضية على موقع ميوزك برينز (الإنجليزية)